# Fatima Husajn Kamil
Fatima Husajn Kamil (arab. فاطمه حسين كامل ;ur. 18 października 1972) – egipska zapaśniczka walcząca w stylu wolnym. Wicemistrzyni Afryki w 1998 i trzecia w 2000 roku.